# دي هافيلاند هرقل
دي هافيلاند هرقل  (بالإنجليزية: de Havilland Hercules)‏ هي طائرة ركاب، ثلاثية المحركات وذات سطحين. أنتجت في بريطانيا. من صناعة دي هافيلاند. كانت تستخدم بشكل أساسي من قبل الخطوط الجوية الإمبراطورية. كان أول طيران لها في 1926. دخلت الخدمة في 1926، انتهت خدمتها في 1942. صنع منها 11 طائرة.

## المستخدمون
- الخطوط الجوية الإمبراطورية
- سلاح جو جنوب أفريقيا